# Custódio
Custódio, właśc. Custódio Miguel Dias de Castro (wym. [kuˈʃtɔdju]; ur. 25 maja 1983 w Guimarães) – portugalski piłkarz grający na defensywnego pomocnika oraz trener.

## Życiorys
Custódio pochodzi z Guimarães, jednak piłkarską karierę rozpoczął w Lizbonie w tamtejszym Sportingu. Trenował w juniorach, a w 2001 roku został włączony do kadry pierwszej drużyny i wtedy też w sezonie 2001/2002 zadebiutował w rozgrywkach Superlidze. Swój kolejny mecz z lidze zaliczył jednak dopiero dwa sezony później, w 2003 roku i wtedy też stał się zawodnikiem pierwszego składu Sportingu. Na koniec sezonu 2003/2004 zajął ze Sportingiem 3. miejsce w lidze, a w sezonie 2004/2005 powtórzył to osiągnięcie, jednocześnie kwalifikując się do finału Pucharu UEFA (nie wystąpił w przegranym 1:3 finale z CSKA Moskwa). W sezonie 2005/2006 wywalczył wicemistrzostwo Portugalii, a także wystąpił w fazie grupowej Ligi Mistrzów. W 2007 roku ponownie został wicemistrzem Portugalii oraz zdobył Puchar Portugalii. W sezonie 2006/2007 był kapitanem zespołu. Łącznie rozegrał dla Sportingu 95 meczów i zdobył 4 gole.
W lipcu 2007 Custódio za półtora miliona euro przeszedł do rosyjskiego Dynama Moskwa, gdzie spotkał dwóch swoich rodaków: Danny’ego oraz Cicero. W Premier Lidze zadebiutował 28 lipca w zremisowanych 2:2 derbach z Lokomotiwem Moskwa.